# Chi (letter)
De chi (hoofdletter Χ, onderkast χ, Grieks: χι) is de 22e letter van het Griekse alfabet. χ' is het Griekse cijfer voor 600, ,χ voor 600 000. De chi wordt uitgesproken als de stemloze palatale fricatief /ch/, zoals in giechelen.

## Weergave

### Unicode
De Χ en χ zijn in 1993 toegevoegd aan de Unicode 1.0 karakterset.
In Unicode vindt men Χ onder het codepunt U+03A7 (hex) en χ onder U+03C7.

### HTML
In HTML kan men voor Χ de code &Chi; gebruiken, en voor χ &chi;.